# لهجة آرامية آشورية حديثة
اللهجة الآرامية الآشورية الحديثة هي لهجة آرامية تطورت من الآرامية الوسطى منذ القرن الثالث عشر كانت تحكى أصلا في منطقة تمتد من بحيرة أورميا في إيران حتى جبال حكاري جنوب غرب تركيا. يقدر عدد المتحدثين بها بربع المليون يعيش أغلبهم حاليا في الولايات المتحدة.